# Anund Uppsale
Anund Uppsale Eriksson o Anoundus (lingua norrena: Önundr Uppsali) (... – metà del IX sec.) regnò sulla Svezia assieme al fratello Björn at Haugi, secondo Rimberto e la Saga di Hervör (lui e Björn vengono citati anche da Adamo da Brema).

## Biografia
Viene chiamato Uppsale per il fatto che abitava a Gamla Uppsala, il centro religioso dell'epoca.
Rimberto racconta che Anoundus e il fratello Björn successero a re Erík, e che Anund fu cacciato dal suo paese. Il motivo è sconosciuto.
Verso l'840, Anund torna in Svezia con una flotta danese di 21 drakkar oltre ad 11 sue, dato che Anund aveva promesso loro ricche conquiste a Birka. Giunsero quando Björn at Haugi era lontano. Anund chiese cento marchi d'argento, che gli furono consegnati. I Dani decisero di fare un attacco a sorpresa a Birka per incendiarla e saccheggiarla, ma Anund contrastò il loro piano. Chiese loro di pensare se fosse desiderio degli Æsir che Birka venisse distrutta. La decisione fu che il saccheggio di Birka avrebbe portato sfortuna ai Dani. Chiesero dove poter saccheggiare e furono mandati presso una città slava. I Dani abbandonarono Birka e fecero ritorno a casa con un ricco bottino.
Anund rimase per cercare di riconciliarsi con il suo popolo, e suo figlio Erik gli succedette sul trono di Svezia.